# Misery (hide-dal)
A Misery hide japán gitáros és énekes ötödik szóló kislemeze, és az első a Psyence című albumról. 1996. június 24-én jelent meg. A kislemez 3. helyezett volt az Oricon slágerlistáján, és 200 000 eladott példánnyal aranylemez minősítést szerzett.
2007. december 12-én új borítóval újra kiadták. 2010. április 28-án hanglemez formátumban is megjelent.

## Számlista
Az összes szám szerzője hide. 
| #  | Cím              | Hossz |
| -- | ---------------- | ----- |
| 1. | Misery           | 5:01  |
| 2. | LEMONed I Scream | 2:49  |